# Vis-Viva-Gleichung
Die himmelsmechanische Vis-Viva-Gleichung liefert die lokale Geschwindigkeit von Körpern auf Keplerbahnen um einen dominierenden Himmelskörper, der durch seine Gravitation die anderen Körper beeinflusst. Durch den dominierenden Himmelskörper kann das System näherungsweise je Körper einzeln als Zweikörperproblem beschrieben werden, wobei die Einflüsse der verschiedenen Körper untereinander vernachlässigt werden. Die Keplerbahnen sind Kegelschnitte, also Ellipsen, Parabeln und Hyperbeln, um den gemeinsamen Schwerpunkt, die durch die beiden Parameter der großen Halbachse und der Exzentrizität beschrieben werden.
Die Vis-Viva-Gleichung basiert auf dem Energieerhaltungssatz und dem Drehimpulserhaltungssatz, nach denen die Summe aus der kinetischen und potentiellen Energie beziehungsweise der Drehimpuls im Gravitationspotential konstant ist. Die Erhaltungssätze folgen daraus, dass das Gravitationspotential zeitlich konstant ist und nur von der Entfernung vom Zentrum, nicht aber vom Winkel abhängt; die Vis-Viva-Gleichung selbst benötigt als Anforderung vom Potential nur noch, dass die radiale Abhängigkeit umgekehrt proportional zum Radius ist. 
Die kinetische Energie ist nur abhängig von der Geschwindigkeit des Körpers auf der Bahn und die potentielle Energie nur von der Entfernung. Dadurch ermöglicht die Vis-Viva-Gleichung eine Verknüpfung von Geschwindigkeit und momentaner Position des Körpers. Neben dem Gravitationsparameter des Systems geht als weiterer Parameter in die Gleichung nur die große Halbachse, nicht aber die Exzentrizität der Bahn des umlaufenden Objekts ein. 
Etymologisch bezieht sich die Vis-Viva-Gleichung auf die vis viva, zu deutsch lebendige Kraft, in moderner Terminologie das Doppelte der kinetischen Energie.

## Mathematische Formulierung
Die Vis-Viva-Gleichung für die Momentangeschwindigkeit eines Körpers, der sich auf einer Bahn um einen anderen Körper befindet, lautet:
{\displaystyle v^{2}=G(M+m)\left({\frac {2}{r}}-{\frac {1}{a}}\right)}
Dabei ist {\displaystyle r} der Abstand der beiden Körper, {\displaystyle v^{2}} das Quadrat der Relativgeschwindigkeit zwischen den Körpern, {\displaystyle a} die große Halbachse der Bahn ({\displaystyle a>0} für eine Ellipse, {\displaystyle a\to \infty } für eine Parabel und {\displaystyle a<0} für eine Hyperbel), {\displaystyle G} die Gravitationskonstante und schließlich sind {\displaystyle m} sowie {\displaystyle M} die Massen der beiden Körper. 

### Herleitung
Die Herleitung der Vis-Viva-Gleichung folgt dem Energie- und Drehimpulserhaltungssatz. Beim Zweikörperproblem der Gravitation zweier Körper mit den Massen {\displaystyle m} und {\displaystyle M} im Abstand {\displaystyle r} ist die Gesamtenergie durch
{\displaystyle E_{\text{ges}}={\frac {1}{2}}(m+M)v_{s}^{2}+{\frac {1}{2}}\mu v^{2}-G{\frac {mM}{r}}}
gegeben, wobei {\displaystyle v_{s}} die Geschwindigkeit des Schwerpunkts beschreibt und {\displaystyle \mu } die reduzierte Masse des Systems ist, definiert durch
{\displaystyle \mu ={\frac {mM}{m+M}}}.
Ist einer der beiden Körper deutlich schwerer als der andere, gilt also {\displaystyle M\gg m}, dann ist {\displaystyle \mu \approx m}. 
Das Geschwindigkeitsquadrat schreiben wir in Polarkoordinaten {\displaystyle (r,\varphi )}:
{\displaystyle v^{2}={\dot {r}}^{2}+r^{2}{\dot {\varphi }}^{2}},
wobei {\displaystyle {\dot {r}}} die Geschwindigkeit in radialer Richtung zum Schwerpunkt bezeichnet. Aufgrund der Drehimpulserhaltung beim  Zweikörperproblem
{\displaystyle L=\mu r^{2}{\dot {\varphi }}={\text{konstant}}\qquad \Rightarrow \qquad {\dot {\varphi }}={\frac {L}{\mu r^{2}}}\qquad {\text{und damit}}\qquad v^{2}={\dot {r}}^{2}+{\frac {L^{2}}{\mu ^{2}r^{2}}},}
kann die Gesamtenergie mit dem Betrag des Drehimpulses {\displaystyle L} in
{\displaystyle E_{\text{ges}}={\frac {1}{2}}(m+M)v_{s}^{2}+{\frac {1}{2}}\mu {\dot {r}}^{2}+{\frac {L^{2}}{2\mu r^{2}}}-G{\frac {mM}{r}}=:{\frac {1}{2}}(m+M)v_{s}^{2}+E}
umgeformt werden. Im Schwerpunktssystem ist {\displaystyle v_{s}=0}. 
Aus dem Energieerhaltungssatz folgt für zwei beliebige Abstände {\displaystyle r_{1}} und {\displaystyle r_{2}} im Schwerpunktssystem:
{\displaystyle {\frac {\mu }{2}}{\dot {r}}_{1}^{2}+{\frac {L^{2}}{2\mu r_{1}^{2}}}-G{\frac {mM}{r_{1}}}={\frac {\mu }{2}}{\dot {r}}_{2}^{2}+{\frac {L^{2}}{2\mu r_{2}^{2}}}-G{\frac {mM}{r_{2}}}}
An den beiden Punkten, die auf einer Keplerbahn dem Zentralkörper am nächsten und entferntesten sind, der Periapsis {\displaystyle r_{P}} und der Apoapsis {\displaystyle r_{A}}, verschwindet die radiale Komponente der Geschwindigkeit und es gilt somit 
{\displaystyle {\frac {L^{2}}{2\mu r_{P}^{2}}}-G{\frac {mM}{r_{P}}}={\frac {L^{2}}{2\mu r_{A}^{2}}}-G{\frac {mM}{r_{A}}}\qquad {\text{oder}}\qquad {\frac {L^{2}}{2\mu }}\left({\frac {1}{r_{P}^{2}}}-{\frac {1}{r_{A}^{2}}}\right)=GmM\left({\frac {1}{r_{P}}}-{\frac {1}{r_{A}}}\right)}
Daraus ergibt sich das Quadrat des Drehimpulses zu
{\displaystyle L^{2}=2\mu GmM\left({\frac {r_{A}r_{P}}{r_{A}+r_{P}}}\right)}
und die Energie zu 
{\displaystyle E={\frac {L^{2}}{2\mu r_{P}^{2}}}-G{\frac {mM}{r_{P}}}=GmM\left({\frac {r_{A}}{r_{P}(r_{A}+r_{P})}}-{\frac {1}{r_{P}}}\right)=-G{\frac {mM}{r_{A}+r_{P}}}}
Aus der Geometrie der Kegelschnitte folgt mit {\displaystyle \textstyle a={\frac {r_{P}+r_{A}}{2}}}
{\displaystyle E=-G{\frac {Mm}{2a}}}.
Aus dieser Gleichung folgt mit der Definition der Energie  {\displaystyle E}
{\displaystyle E={\frac {1}{2}}\mu v^{2}-G{\frac {mM}{r}}=-G{\frac {mM}{2a}}\qquad \Rightarrow \qquad v^{2}=2G{\frac {mM}{\mu r}}-G{\frac {mM}{\mu a}}=G(m+M)\left({\frac {2}{r}}-{\frac {1}{a}}\right)}
mit {\displaystyle mM/\mu =m+M}.

### Kosmische Geschwindigkeiten
Ist {\displaystyle a=r} für alle {\displaystyle r}, entartet die Kepler-Bahn zu einer Kreisbahn; der Körper besitzt überall den gleichen Abstand {\displaystyle r} vom Schwerpunkt und entsprechend überall dieselbe Geschwindigkeit 
{\displaystyle v_{1}={\sqrt {\frac {G(m+M)}{r}}}},
die Kreisbahngeschwindigkeit oder erste kosmische Geschwindigkeit. 
Damit ein Körper den Einfluss des Zentralgestirns überwinden kann, muss die große Halbachse unendlich groß werden, es gilt also mit {\displaystyle a\to \infty }:
{\displaystyle v_{2}={\sqrt {\frac {2G(m+M)}{r}}}=v_{1}\cdot {\sqrt {2}}}
Diese Geschwindigkeit heißt Fluchtgeschwindigkeit oder zweite kosmische Geschwindigkeit. Die Umlaufbahn des Körpers ist dann nicht mehr geschlossen, sondern offen. Ist die Umlaufgeschwindigkeit des Körpers dabei genau gleich {\displaystyle v_{2}}, ist die Umlaufbahn eine Parabel, bei größeren Umlaufgeschwindigkeiten dagegen (bei ansonsten gleichbleibendem Abstand {\displaystyle r}) eine Hyperbel und die große Halbachse {\displaystyle a} wird (formell) negativ.

## Beispiel: Bahngeschwindigkeiten im Sonnensystem
Im Sonnensystem ist die Sonne der dominierende Zentralkörper. Die Masse der Erde beträgt z. B. nur 1/330.000 der Sonnenmasse und kann bei der Anwendung der Vis-Viva-Gleichung vernachlässigt werden – der Fehler ist kleiner als die Vernachlässigung von Bahnstörungen durch Jupiter. Mit vernachlässigtem {\displaystyle m} ist {\displaystyle GM} für das jeweilige Zentralgestirn eine Konstante, und es liegt nahe, diese Konstante bis auf eine Längeneinheit aus der Wurzel herauszuziehen und als Vorfaktor auszurechnen.
Entfernungen im Sonnensystem liegen oft in Astronomischen Einheiten vor. Der Vorfaktor hat dann den Wert
{\displaystyle {\sqrt {GM/1\,{\text{AE}}}}=2\pi \,{\text{AE pro Jahr}}\approx 0{,}01720\,{\text{AE pro Tag}}\approx 29{,}785\,{\text{km/s}}\,},
die mittlere Bahngeschwindigkeit der Erde um die Sonne, der auch Gaußsche Gravitationskonstante genannt wird.
Für die Geschwindigkeiten der Erde im Perihel und im Aphel gilt mit einer Entfernung {\displaystyle r_{\mathrm {P} }=0{,}983\,{\text{AE}}} bzw. {\displaystyle r_{\mathrm {A} }=1{,}017\,{\text{AE}}} und der großen Halbachse {\displaystyle a=1\,{\text{AE}}}
{\displaystyle v_{\text{P}}=29{,}785\,{\text{km/s}}{\sqrt {{\frac {2}{0{,}983}}-{\frac {1}{1}}}}=30{,}296\,{\text{km/s}}}
{\displaystyle v_{\text{A}}=29{,}785\,{\text{km/s}}{\sqrt {{\frac {2}{1{,}017}}-1}}=29{,}284\,{\text{km/s}}}
und für den Kometen Tschurjumow-Gerassimenko im Perihel mit {\displaystyle r_{\mathrm {P} }=1{,}289\,{\text{AE}}}, im Aphel mit {\displaystyle r_{\mathrm {A} }=5{,}717\,{\text{AE}}} bei einer großen Halbachse von {\displaystyle a=3{,}503\,{\text{AE}}}:
{\displaystyle v_{\text{P}}=29{,}785\,{\text{km/s}}{\sqrt {{\frac {2}{1{,}289}}-{\frac {1}{3{,}503}}}}=33{,}51\,{\text{km/s}}}
{\displaystyle v_{\text{A}}=29{,}785\,{\text{km/s}}{\sqrt {{\frac {2}{5{,}717}}-{\frac {1}{3{,}503}}}}=7{,}56\,{\text{km/s}}}